# NGC 6350
NGC 6350 ist eine 13,2 mag helle linsenförmige Galaxie vom Hubble-Typ S0 im Sternbild Herkules.
Sie wurde am 29. Juni 1880 von Édouard Stephan entdeckt.